# Phyllodes imperialis
Phyllodes imperialis är en fjärilsart som beskrevs av Druce 1888. Phyllodes imperialis ingår i släktet Phyllodes och familjen nattflyn. Inga underarter finns listade i Catalogue of Life.

## Bildgalleri

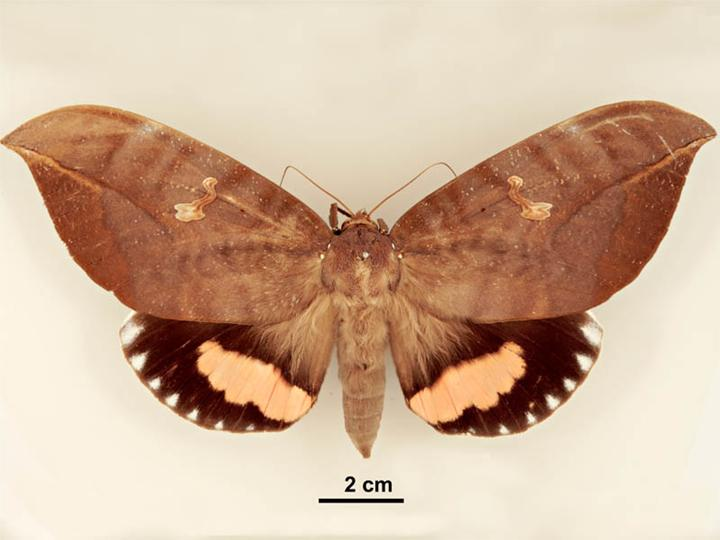
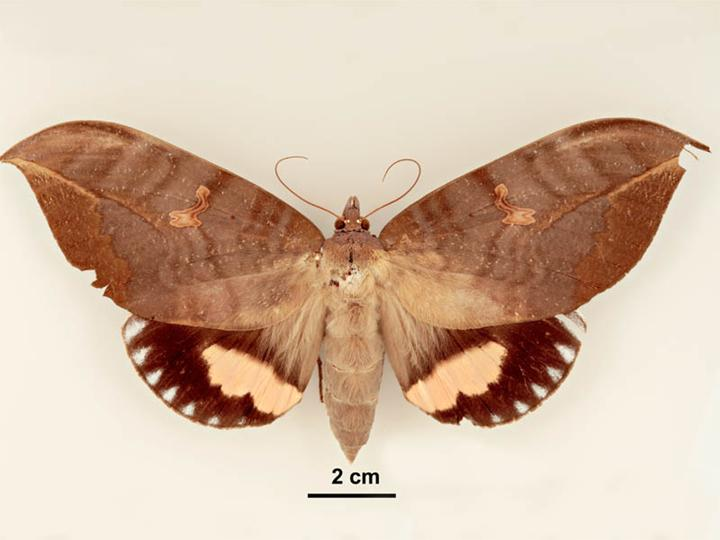
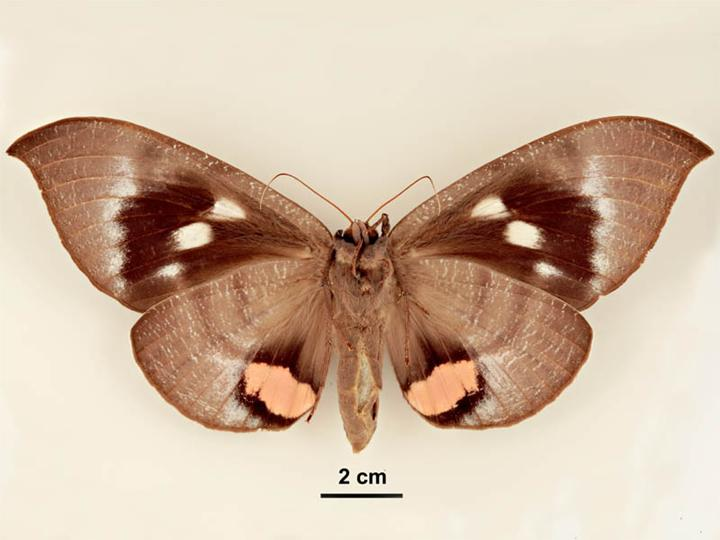
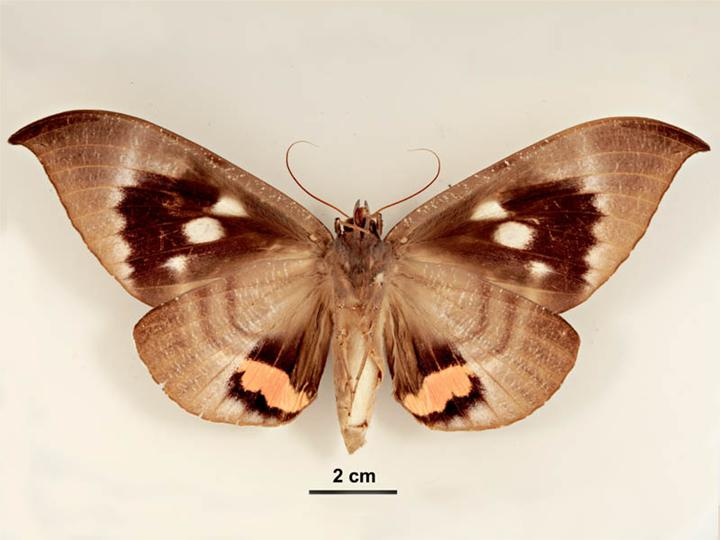
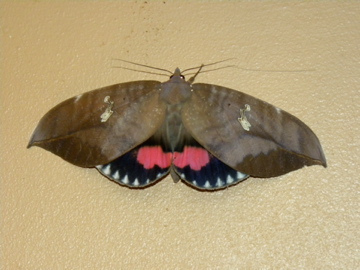